# Islands kommunistiska parti
Islands Kommunistiska Parti (Kommúnistaflokkur Íslands) var ett politiskt kommunistparti på Island från 1930 till 1938. Partiet bröt sig ur Alþýðuflokkurinn och var medlem av Komintern. 
Partiledare var Brynjólfur Bjarnason.
Partiets officiella organ var tidningen Verkalýðsblaðið.
| Valresultat        | Valresultat   | Valresultat |
| Val                | % av rösterna | mandat      |
| ------------------ | ------------- | ----------- |
| Alltingsvalet 1931 | 3,0           | 0           |
| Alltingsvalet 1933 | 7,5           | 0           |
| Alltingsvalet 1934 | 6,0           | 0           |
| Alltingsvalet 1937 | 8,5           | 3           |